# Henryk Wereszycki
Henryk Wereszycki (13. prosinec 1898 Lvov – 27. února 1990 Krakov) byl polský historik.

## Publikace
- Austria a powstanie styczniowe, Lwów 1930
- Anglia a Polska w latach 1860–1865, Lwów 1934
- Historia polityczna Polski 1864–1918, Kraków 1947
- Sojusz trzech cesarzy, Warszawa 1965
- Walka o pokój europejski 1872–1878, Warszawa 1971
- Historia Austrii, Ossolineum, Wrocław 1972
- Pod berłem Habsburgów, Wydawnictwo Literackie, Kraków 1975
- Koniec sojuszu trzech cesarzy, Państwowe Wydawnictwo Naukowe, Warszawa 1977